# La Nuit de tous les mystères
Pour plus de détails, voir Fiche technique et Distribution.

Vincent Price

La Nuit de tous les mystères (House on Haunted Hill) est un film d'épouvante américain réalisé par William Castle, sorti en 1959.

## Synopsis
Le millionnaire Frédérick Loren organise, suivant une idée de sa femme Annabelle, un jeu où il offrira 10 000 $ à chacun des participants sélectionnés qui acceptera de passer la nuit dans sa maison hantée. Les invités à peine arrivés, d'étranges phénomènes se produisent.

## Fiche technique
- Titre original : House on Haunted Hill

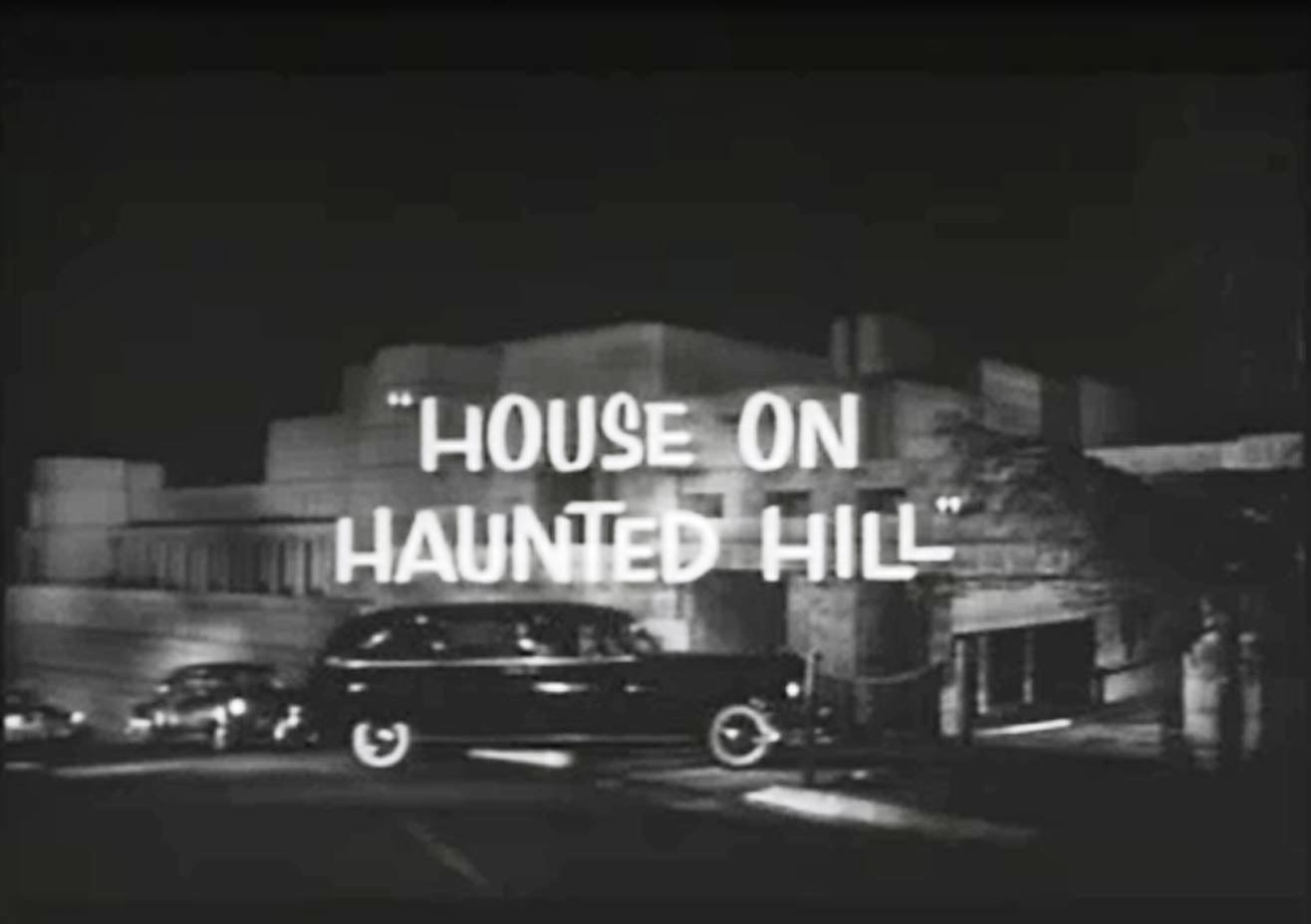
Titre original du film dans le générique

- Titre français : La Nuit de tous les mystères
- Réalisation : William Castle
- Scénario : Robb White
- Production : William Castle et Robb White
- Musique : Von Dexter et Richard Loring
- Photographie : Carl E. Guthrie
- Montage : Roy V. Livingston
- Société(s) de production : Allied Artists Pictures, William Castle Productions
- Société de distribution :  Allied Artists Pictures (États-Unis), Associated British-Pathé (Royaume-Uni)
- Budget : 200 000 $ (estimation)
- Pays d'origine :  États-Unis
- Langue : anglais
- Format : Noir et blanc - Mono - 35 mm
- Durée : 75 minutes
- Date de sortie : 1959
- Affiche : Roger Soubie (France)

## Distribution
- Vincent Price (VF : Jean-Henri Chambois) : Frederick Loren
- Carolyn Craig (VF : Michèle André) : Nora Manning
- Richard Long (VF : Jean-Pierre Duclos) : Lance Schroeder
- Elisha Cook Jr. (VF : Jean Daurand) : Watson Pritchard
- Carol Ohmart (VF : Danièle Roy) : Annabelle Loren
- Alan Marshal (VF : Claude Bertrand) : David Trent
- Julie Mitchum (VF : Lita Recio) : Ruth Bridgers
- Leona Anderson : Madame Slydes
- Howard Hoffman : Jonas Slydes

Vincent Price
Carolyn Craig
Richard Long
Elisha Cook
Julie Mitchum

## Autour du film
- La maison hantée utilisée en extérieur pour le film a pour particularité d'être moderne. Construite en 1924, elle se trouve près de Los Angeles et a été dessinée par l'architecte Frank Lloyd Wright. Elle est connue sous le nom de Ennis House et servira ultérieurement pour le tournage d'autres films, dont des scènes de Blade Runner.
- À la suite d'une négligence concernant ses droits d'exploitation, le film est définitivement entré dans le domaine public sur le territoire américain. De ce fait, une innombrable série de DVD, à la qualité de transfert souvent médiocre, a été éditée sous les labels les plus divers[1].

## Remake
- 1999 :  La Maison de l'horreur de William Malone